# Inclisiran
L'inclisiran est un petit ARN interférent dirigé contre l'ARN du PCSK9 dans les hypercholestérolémies. Il a été en test de 2017 à 2019.

## Mode d'action
L'inclisiran inhibe la production du PCSK9 au niveau de la cellule hépatique. Par ce biais, il favorise la  dégradation des LDL-cholestérol. Il s'administre par une injection sous-cutanée tous les six mois, ce qui est un avantage par rapport aux anticorps monoclonaux dirigés contre le PSCK9 qui s'injectent de manière plus fréquente.

## Efficacité
Ajouté à la dose maximale tolérée de statines, l'inclisiran permet une réduction de moitié du taux de LDL-cholestérol, que cela soit chez des patients porteurs d'une maladie cardiovasculaire ou en prévention primaire, chez des patients porteurs d'une hypercholestérolémie familiale hétérozygote.

## Effets secondaires
Le principal effet secondaire est local, au point d'injection, peu important et régressif. 